# Kaneko Misuzu

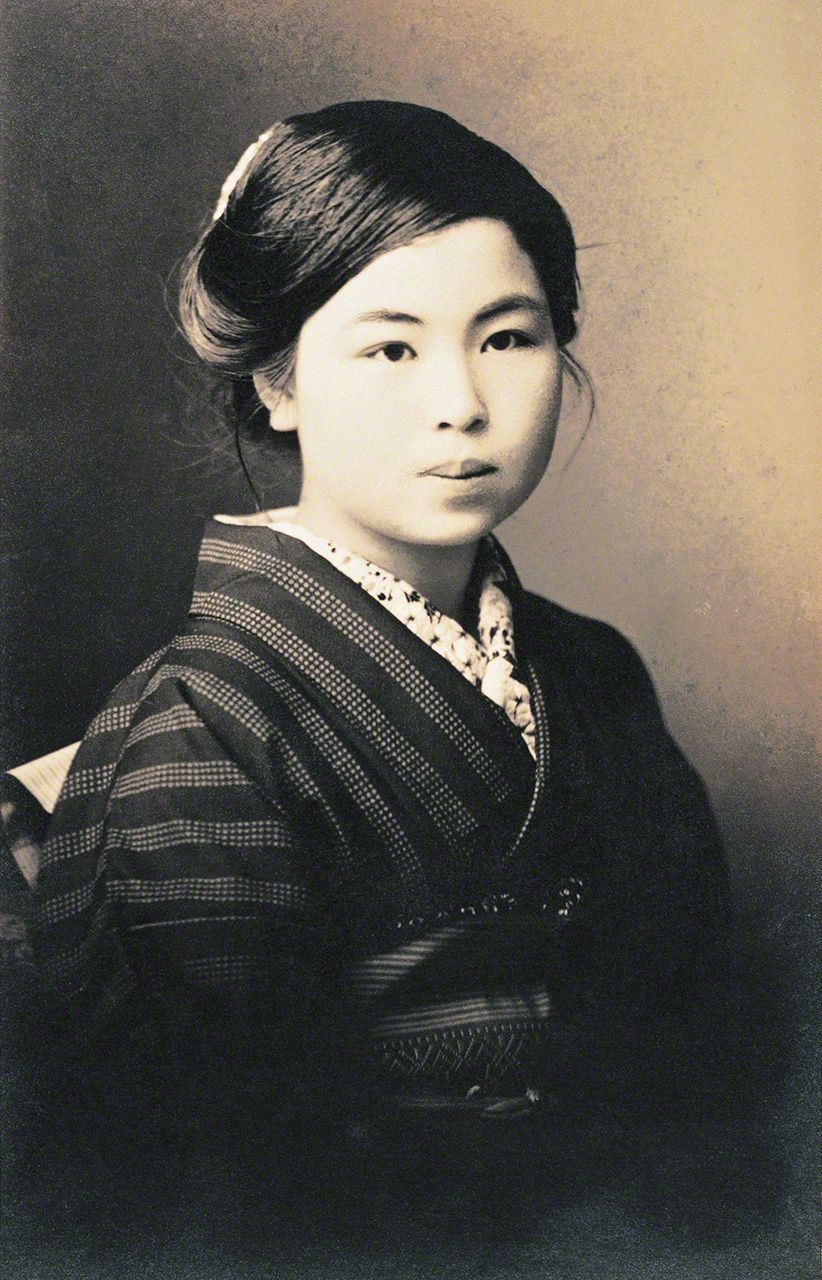
Misuzu Kaneko

Kaneko Misuzu (jap. 金子 みすゞ, wirklicher Name: Kaneko Teru (金子 テル); * 11. April 1903 in Senzaki, Ōtsu-gun (heute: Senzaki, Nagato, Präfektur Yamaguchi); † 10. März 1930) war eine japanische Dichterin.

## Leben
Kaneko wurde 1903 in dem kleinen Hafendorf Senzaki geboren, ihr jüngerer Bruder zwei Jahre später. Ihr Vater Shōnosuke verstarb bereits 1906, als sie drei Jahre alt war. Kaneko begann erst im Alter von 20 Jahren Gedichte für Kinder zu schreiben. Aufgewachsen am Meer sind ihre Werke motivisch geprägt von Bildern des Fischfangs und Meeres. Sie arbeitete in einer Buchhandlung in Shimonoseki, in der sie Zeitschriften wie Akai Tori (赤い鳥, Roter Vogel) las, die gerade im Trend liegende Kindergedichte ihrer Leser veröffentlichten. Kaneko schickte mehrere eigene Gedichte ein, wovon fünf 1923 in vier verschiedenen Zeitschriften veröffentlicht wurden. Im Laufe der folgenden fünf Jahre veröffentlichte sie mehr als 50 weitere Gedichte.
1926 heiratete sie einen Mann, der ihr das Schreiben verbot und sich im Vergnügungsviertel eine Geschlechtskrankheit zuzog. Daraufhin strengte Kaneko die Scheidung an. Nach der Scheidung entbrannte ein Streit um die gemeinsame Tochter. Aus Protest und weil Kaneko nicht von ihrer Tochter lassen wollte, beging sie 1930 im Alter von nur 26 Jahren Selbstmord durch Vergiftung.
Sie hinterließ 512 Gedichte und drei Notizbücher, die 1982 gefunden wurden.

## Werke
- 1984 Neue Werkausgabe in 3 Bänden Shinsōhan Kaneko Misuzu zenshu (新装版　金子みすゞ全集　ⅠⅡⅢ), JURA